# Rio dos Índios
Rio dos Índios este un oraș în Rio Grande do Sul (RS), Brazilia.